# ロータス・112
ロータス・112は、チーム・ロータスが1995年のF1用として設計したフォーミュラ1カーである。1994年いっぱいでロータスはF1から撤退したため、実戦投入はされていない。

## 概要
当初、112はロータス・エリーゼの番号だったが、F1のために、エリーゼにはタイプナンバー111が与えられた。
112についての最終的な仕様についてほとんど明らかになっていない。
外観は、112はクリス・マーフィーによって設計された102Dや107、109に類似していた。